# Heliosia eurochrysa
Neoscaptia eurochrysa là một loài bướm đêm thuộc phân họ Arctiinae, họ Erebidae.